# 1930 en bande dessinée
| Années de la bande dessinée : 1927 - 1928 - 1929 - 1930 - 1931 - 1932 - 1933    |
| Décennies de la bande dessinée : 1900 - 1910 - 1920 - 1930 - 1940 - 1950 - 1960 |

Cet article présente les faits marquants de l'année 1930 en bande dessinée.

## Évènements

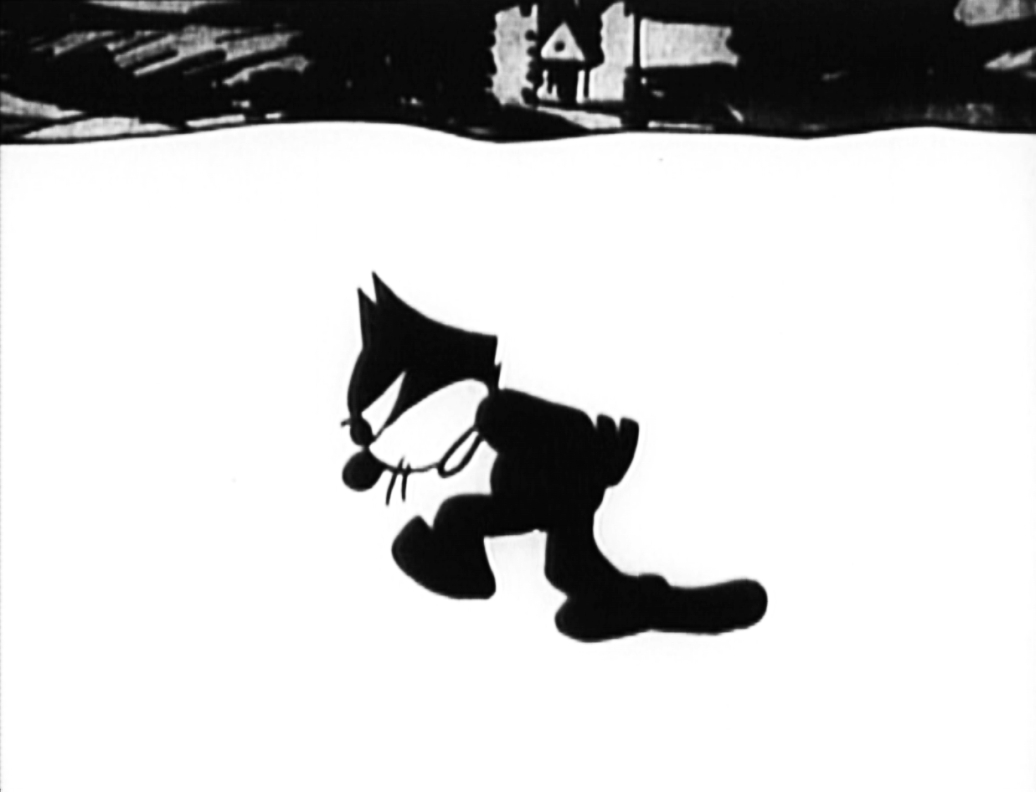
Félix le Chat dans "Oceantics" (1930)

- 13 janvier : Mickey Mouse apparaît en BD dans la presse quotidienne aux États-Unis.
- 23 janvier : Quick et Flupke apparaissent dans Le Petit Vingtième sous la plume d'Hergé.
- Création du comic-strip Blondie par Chic Young.
- Création de Bob l'aviateur (Scorchy Smith) par John Terry.

## Nouveaux albums
Voir aussi : Albums de bande dessinée sortis en 1930

### Franco-belge
| Sortie | Titre       | Scénariste | Dessinateur | Coloriste | Éditeur |
| ------ | ----------- | ---------- | ----------- | --------- | ------- |
| ?      | à compléter |            |             |           |         |
| ?      | …           |            |             |           |         |

### Comics
| Sortie | Titre       | Scénariste | Dessinateur | Coloriste | Éditeur |
| ------ | ----------- | ---------- | ----------- | --------- | ------- |
| ?      | à compléter |            |             |           |         |
| ?      | …           |            |             |           |         |

## Naissances

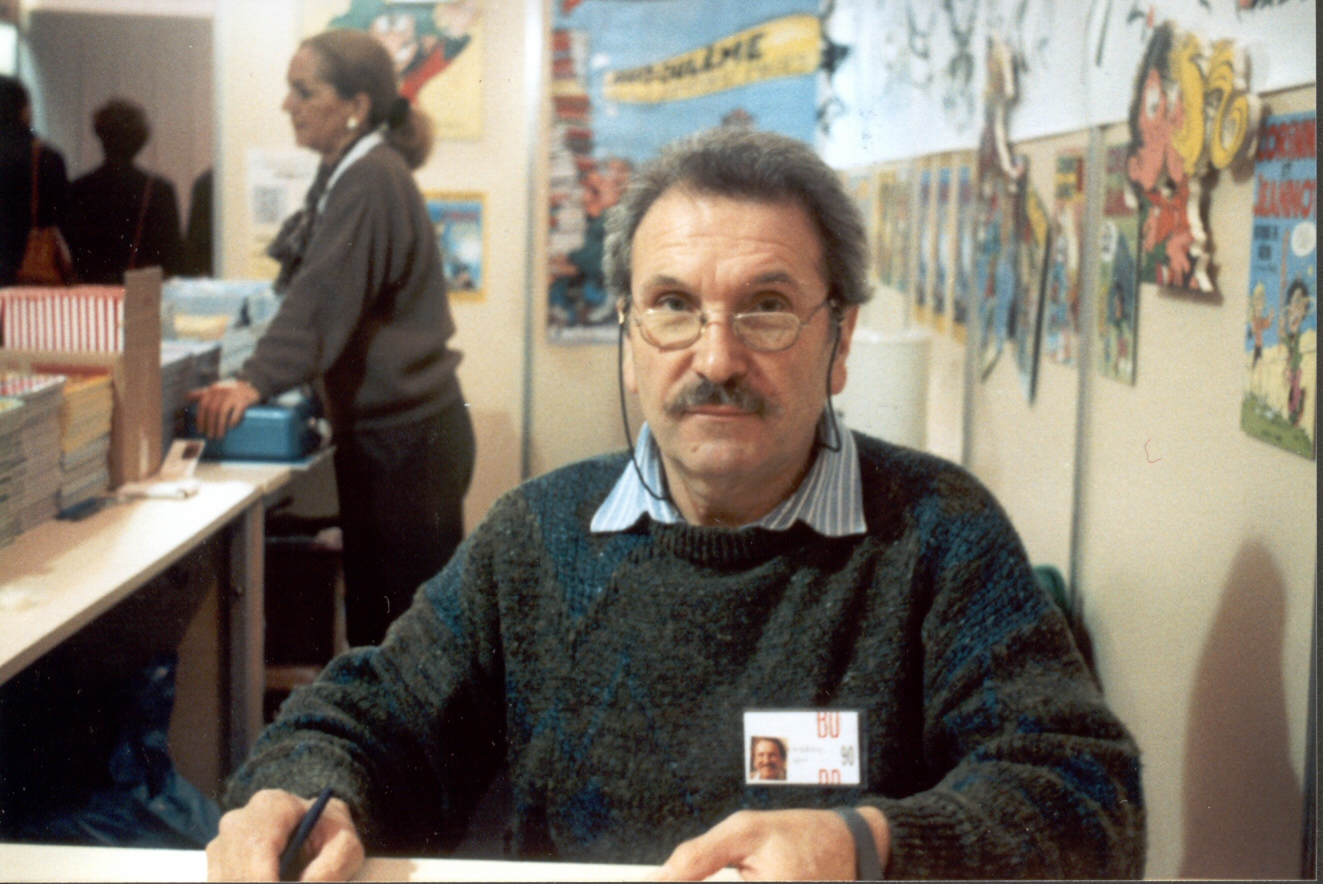
Jean Tabary

- 24 janvier : John Romita, Sr., dessinateur de comics
- 5 mars : Jean Tabary, dessinateur français (Iznogoud), mort en 2011.
- 9 mai : José Ruy, auteur de bande dessinée portugais.
- 28 juillet : Jean Roba, auteur belge (Boule et Bill), mort en 2006.
- 29 juillet : James Warren, éditeur de magazines de bande dessinées (Creepy, Eerie, Vampirella)
- 30 août : Édouard Aidans
- 11 septembre : Jean-Claude Forest, auteur français (Barbarella), mort en 1998.
- 30 novembre : Félix Molinari
- 6 décembre : Mic Delinx, créateur de La Jungle en folie, mort en 2002.
- 22 décembre : Arturo Rojas de la Cámara, morte en 2019.

## Décès
- juillet : Marjorie Organ, autrice de comic strips